# انجمن سیاره‌ای
انجمن سیاره‌ای یک بنیاد مردم‌نهاد و غیرانتفاعی در ایالات متحده آمریکا است. این انجمن در کنش‌هایی چون پژوهش، تبلیغات عمومی، و طرفداری سیاسی برای پروژه‌های مهندسی وابسته به ستاره‌شناسی، سیاره‌شناسی، و اکتشاف فضایی همکاری می‌کند. این انجمن در سال ۱۹۸۰ (میلادی) بدست کارل سیگن، بروس سی. ماری، و لوئیس فریدمن پایه‌گذاری شد. هم‌اکنون انجمن سیاره‌ای بیش از ۵۰،۰۰۰ نفر از ۱۰۰ کشور جهان عضو انجمن سیاره‌ای هستند.
انجمن سیاره‌ای، توجه ویژه‌ای به اکتشاف در سامانه خورشیدی، جستجو در اجرام نزدیک به زمین و زیست فرازمینی دارد. ماموریت انجمن سیاره‌ای به این صورت بیان می‌شود: "توانمندسازی شهروندان جهان برای پیشرفت دانش و اکتشاف فضای بیرونی". همچنین انجمن فضانوردی به همراه اداره کل ملی هوانوردی و فضا (ناسا) یک طرفدار پرمایه در پشیبانی مالی از پروژه‌های فضایی و ماموریت‌های اکتشافی فضایی است. آنها با لابی‌گری با کنگره ایالات متحده آمریکا و استفاده از عضویت خود در آمریکا برای فرستادن و دعوت از نمایندگان خود در پشتیبانی از بودجه کل اداره ملی هوانوردی و فضا (ناسا) استفاده می‌کنند.

## پروژه‌ها
همراه با گسترش همکاری عمومی، انجمن سیاره‌ای همچنین از پروژه‌هایی پشتیبانی می‌کند که پایه اکتشاف‌های بعدی را فراهم کنند. دو تا از بزرگترین برنامه‌ها بادبان نوری و آزمایش پرواز بین سیاره‌ای زنده هستند. بادبان نوری، گروهی از سه آزمایش بادبان خورشیدی است. انتظار می‌رود که در ماموریت آینده اداره کل ملی هوانوردی و فضا (ناسا) از بادبان نوری-۱ استفاده شود. در ژوئن ۲۰۰۵ انجمن سیاره‌ای، کاوشگر کاسموس ۱ را پرتاب کرد تا امکان‌پذیری بادبان خورشیدی را بررسی کند. اما مدت کوتاهی پس از پرتاب، راکت از کار افتاد.
آزمایش پرواز بین سیاره‌ای زنده، یک برنامه دو بخشی بود که برای آزمایش توانایی زنده‌ماندن ریزاندامگان کارآ در فضا طراحی شده بود. گام نخست، پرواز اس‌تی‌اس-۱۳۴ با آخرین پرتاب فضاپیمای اندور در سال ۲۰۱۱ (میلادی) بود. گام دوم، ماموریت فوبوس-گرانت روسیه بود که تلاشی برای دستیابی به فوبوس ماه بهرام و بازگشت به زمین بود. اما نتوانست از مدار زمین خارج شود.

## تاریخچه
انجمن سیاره‌ای در سال ۱۹۸۰ بدست کارل سیگن، بروس سی. ماری، و لوئیس فریدمن پایه‌گذاری شد تا قهرمان پشتیبانی عمومی از اکتشاف فضایی و پژوهش زیست فرازمینی باشد. تا هنگام مرگ کارل سیگن در ۱۹۹۶ (میلادی) انجمن سیاره‌ای بدست او اداره می‌شد. کارل سیگن از جایگاه سیاسی و ستاره خود استفاده کرد تا بر سیاست‌های جاری، تاثیر بگذارد. نمونه آن پشتیبانی از پروژه جستجوی هوش فرازمینی و جلوگیری از لغو آن توسط کنگره آمریکا در ۱۹۸۱ (میلادی) بود. در دهه ۱۹۸۰ (میلادی) و دهه ۱۹۹۰ (میلادی) انجمن سیاره‌ای، دستور کار خود در زمینه‌های دانش و فناوری را تحکیم کرد که به افزایش انگیزه برای اکتشاف سیاره‌ای با سطح‌نورد و برنامه ماموریت نیوهورایزنز اداره کل ملی هوانوردی و فضا (ناسا) به پلوتون انجامید.
به غیر از تلاش‌های سیاسی، انجمن سیاره‌ای، شماری از پروژه و برنامه‌های فضایی مرتبط را نیز پدید آورده است. برنامه جستجوی هوش فرازمینی با بسته پیشنهادی "جستجوی هوش فرازمینی" پائول هوروویتس آغاز شد و به جایی رسید که جستجوهای رادیویی و طول موج‌های طیف مرئی از نیم‌کره شمالی و نیم‌کره جنوبی زمین را در بر می‌گرفت. شاید ستی در خانه به بزرگ‌ترین آزمایش رایانه‌ای گسترده در زمین است شناخته‌شده‌ترین برنامه جستجوی هوش فرازمینی باشد. دیگر پروژه‌ها شامل توسعه ابزار «میکروفون مریخ» بود که بر روی قطب نشین مریخ (که شکست خورده بود) پرواز می‌کرد. همچنین پروژه بادبان نوری-۱ دیگر پروژه‌ای بود که امکان جابجایی در فضا را تنها با تکیه بر نور خورشید برآورد می‌کرد.

## برنامه‌ها
هم‌اکنون انجمن سیاره‌ای هفت برنامه گوناگون را در هفت زمینه جداگانه، پیش می‌برد:
- طرفداری و آموزش
- سیاره فراخورشیدی
- فناوری‌های نوآورانه
- همکاری در ماموریت‌های بین‌المللی
- کاوش‌گری مریخ
- اجرام نزدیک به زمین
- جستجوی هوش فرازمینی

## سازمان
هم‌اکنون انجمن سیاره‌ای بدست یک هیئت مدیره ۱۲ نفره داوطلب اداره می‌شود. اعضای این هیئت بر پایه دلبستگی و دانش خود از اکتشاف فضا برگزیده می‌شوند. هیئت مدیره از یک رئیس هیئت مدیره، رئیس، معاون رئیس، و گروه اجرایی تشکیل می‌شود. نشست هیئت مدیره معمولاً دو بار در سال برگزار می‌شود تا سیاست‌ها و سمت‌وسوی آینده انجمن تنظیم شوند. نامزدها به صورت دوره‌ای و از منابع گوناگون، برگزیده می‌شوند. مانند اعضای هیئت مدیره و شورای مشورتی، اعضای انجمن، کارکنان، و کارشناسان جامعه فضایی. در ۷ ژوئن ۲۰۱۰ (میلادی) انجمن ستاره‌ای، آموزگار علمی سرشناس امریکایی بیل نای را به عنوان مدیر اجرایی جامعه برگزید.

## دانش و فناوری
انجمن سیاره‌ای از برنامه‌های دانش و فناوری پشتیبانی می‌کند که پایه اکتشاف‌های آینده باشند. همه این برنامه‌ها از سوی اعضای انجمن و بخشش‌ها پشتیبانی مالی می‌شوند. برخی از این برنامه‌ها:
- Earthdials
- FINDS Exo-Earths
- Micro-Rovers for Assisting Humans
- صداسنج آب‌وهوای مریخ
- پایونیر آناملی
- جستجوی اجرام نزدیک به زمین
- Planetrek
- Laser Bees
- جستجوی هوش فرازمینی
- بادبان نوری با کاسموس ۱ و پروژه بادبان نوری
- آزمایش پرواز بین سیاره‌ای زنده
- ستی در خانه[۱۳]

## گزارش سیاره‌ای
گزارش سیاره‌ای مجله سرشناس به رسمیت شناخته شده در جهان است که انجمن سیاره‌ای چاپ می‌کند. در این مجله از مقاله‌ها و نگاره‌های تمام‌رنگی برای پوشش گسترده اکتشاف‌های زمین و دیگر سیاره‌ها استفاده می‌شود. این مجله در آغاز دوماهانه بود. اما از تابستان ۲۰۱۱ (میلادی) هر سه ماه چاپ می‌شود.
این مجله بدست هر ۶۰،۰۰۰ عضو انجمن سیاره‌ای در سراسر جهان می‌رسد. در این مجله، خبرهای ماموریت‌های انجمن، کشورهای دارنده پرواز فضایی، اکتشاف‌های فضایی، ستیزه‌های دانش سیاره‌ای، و آخرین یافته‌های انسان درباره اکتشاف‌های سامانه خورشیدی آمده‌اند.

## رادیوی سیاره‌ای
رادیوی سیاره‌ای یک برنامه رادیویی و ۳۰ دقیقه‌ای ساخته شده بدست انجمن سیاره‌ای است که مت کپلان میزبان و تهیه‌کننده آن است. بیشتر برنامه، مصاحبه و گفتگوی تلفنی با دانشمند، مهندس، مدیر پروژه، هنرمند، نویسنده، فضانورد، و بسیاری دیگر از کارشناسان دیگر است که می‌توانند بینش بیشتر یا نگاه ژرف‌تری درباره وضعیت کنونی اکتشاف فضایی فراهم کنند.